# Dilophotriche
Dilophotriche es un género de plantas de la familia de las poáceas. Es originario del oeste de África.

## Especies
- Dilophotriche occidentalis Jacq.-Fél.
- Dilophotriche pobeguinii Jacq.-Fél.
- Dilophotriche purpurea (C.E.Hubb.) Jacq.-Fél.
- Dilophotriche tristachyoides (Trin.) Jacq.-Fél.
- Dilophotriche tuberculata (Stapf) Jacq.-Fél.